# Kanton Agen-Ouest
Agen-Ouest is een voormalig kanton van het Franse departement Lot-et-Garonne. Het kanton maakte deel uit van het arrondissement Agen. Het werd opgeheven bij decreet van 26 februari 2014, met uitwerking op 22 maart 2015.

## Gemeenten
Het kanton Agen-Ouest omvatte de volgende gemeenten:
- Agen (deels, hoofdplaats)
- Le Passage